# Maria das Graças Carvalho Dantas
Maria das Graças Carvalho Dantas, (Aracaju, 21 de maio de 1969) também conhecida como Maria Dantas, é uma jurista, ativista social e política catalã de origem brasileira.
É licenciada em direito e especialista em direito ambiental. Trabalha como especialista financeira. É activista de lutas sociais e pelos direitos das pessoas migrants. É colaboradora da agência de comunicação intercultural Itacat e membro de Unidade Contra o Feixisme e o Racismo. É vocal de mobilizações da setorial de movimentos sociais da Esquerda Republicana da Catalunha. É candidata nas Eleições gerais na Espanha em 2019 pela candidatura de Esquerda Republicana de Cataluña - Sobiranistes, é eleita deputada na Espanha, ocupará uma das cadeiras no Parlamento pelo partido Esquerda Republicana da Catalunha.